# Gerald Lembke

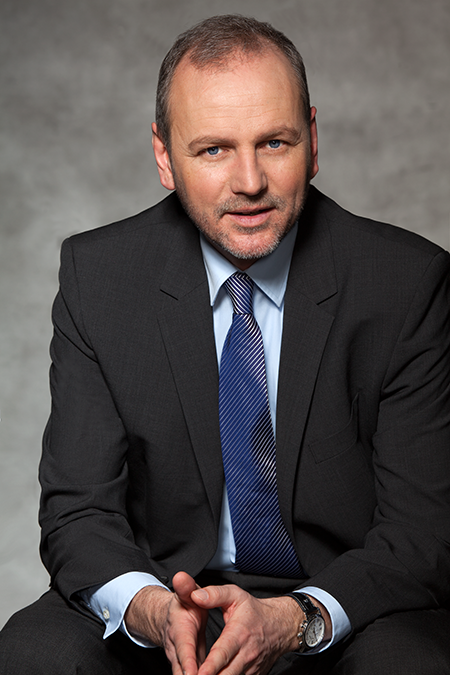
Gerald Lembke 2013 (PR-Foto)

Gerald Lembke (* 30. April 1966) ist ein deutscher Betriebswirt mit dem Schwerpunkt Digitale Medien und Fachbuchautor.

## Werdegang
Nach dem Abitur am Anna-Sophianeum-Gymnasium in Schöningen in Niedersachsen und einer Ausbildung zum Industriekaufmann studierte Lembke Wirtschaftspädagogik sowie Wirtschaftswissenschaften an der Carl von Ossietzky Universität Oldenburg.
Bereits als Student gründete Lembke 1994 die mediana Internetagentur GbR deren Gesellschafter er bis 1999 war und dann verkaufte. 1996 schloss er ein Studium als Diplom-Handelslehrer ab. 1998 folgte eine halbjährige Weiterbildung zum Change Manager an der Akademie für Führungskräfte der Wirtschaft der Cognos AG in Bad Harzburg, wo er als Produktmanager, Projektmanager und Assistent der Geschäftsführung arbeitete. Von dort wechselte er zu Bertelsmann, wo er sich an der internen Bertelsmann Corporate University zum Projekt-Manager weiterbilden ließ und wo seine Mitarbeit als solcher bei Bertelsmann beim Gabler Verlag in Wiesbaden 2000 endete. Als selbstständiger Unternehmensberater war Lembke von 1999 bis 2007 Geschäftsführer seines eigenen Beratungsunternehmens LearnAct ! mit Sitz in Wiesbaden. Er gründete die LearnAct! Verlagsgesellschaft, einen Digitalverlag, der 2002 mit der Unternehmensberatung in eine GmbH mündete. 2000 bis 2002 ließ er sich zum „Systemischen Organisationsberater“ und NLP-Practitioner weiterbilden.
2005 promovierte er in Betriebswirtschaftslehre über Organisationsentwicklung mit dem Thema „Wissenskooperation in Wissensgemeinschaften“ bei Uwe Schneidewind. Lembke hatte 2000 bis 2004 einen Lehrauftrag an der AKAD Bildungsgesellschaft in Frankfurt, sowie ab 2005 an der Fachhochschule Wiesbaden. 2007 wurde Lembke Professor für Betriebswirtschaftslehre und Medienmanagement an der damaligen Berufsakademie Mannheim. Als Studiengangsleiter und Studiendekan betreut er seit 2009 die wissenschaftliche Ausbildung im Studiengang Digitale Medien an der Dualen Hochschule Baden-Württemberg in Mannheim. 2008 wurde die LearnAct ! Unternehmensentwicklung und Verlagsgesellschaft mbH von Wiesbaden nach Heidelberg verlegt. 2012 wurde der Sitz nach Weinheim verlegt und das Unternehmen umfirmiert zum Institut für Medien GmbH. 2023 verkaufte er die Firma und gründete das Stejnbeis Transferzentrum von digitale Medien und digitale Kommunikation für den Wissenstransfer seiner Forschung in konkrete Unternehmensprojekte.
Lembke verfasste insgesamt 13 Bücher zu den Themen Wissensmanagement und Digitale Medien. Er gründete 2012 den Bundesverband für Medien und Marketing in Mannheim. Bis 2022 stand er dem Verband als Präsident vor. Hier setzte er sich für die Professionalisierung der Digitalen Medien in der Wirtschaftspraxis ein.

## Rezeption
Mit dem Buch Die Lüge der digitalen Bildung: Warum unsere Kinder das Lernen verlernen erhielt Lembke mediale Aufmerksamkeit. Norbert Neuß, Professor für Pädagogik und Didaktik an der Universität Gießen, kritisierte Lembkes Thesen über das Lernverhalten von Kindern als „Unsinn“.

## Veröffentlichungen (Auswahl)
- Die lernende Organisation als Grundlage einer entwicklungsfähigen Unternehmung. Tectum Verlag 2001, ISBN 978-3-8288-8712-1.
- Wissenskooperation in Wissensgemeinschaften. Initiative und Förderung der Wissensteilung in Organisation. LearnAct Verlag, Wiesbaden 2005, ISBN 978-3-938627-00-6.
- Wissensnetzwerke. Grundlagen-Anwendungsfelder-Praxisberichte. LearnAct Verlag, Wiesbaden 2006, ISBN 978-3-938627-02-0.
- mit Fabian Reinfeldt: Organisation und Management in mittelständischen Unternehmen. LearnAct Verlag, Wiesbaden 2007, ISBN 978-3-938627-03-7.
- Social Media Marketing. Analyse, Konzeption, Strategien, Umsetzung. Cornelsen Verlag, Berlin 2011, ISBN 978-3-589-23908-5.
- mit Nadine Soyez: Digitale Medien im Unternehmen: Perspektiven des betrieblichen Einsatzes von neuen Medien. Springer Verlag, Heidelberg 2012, ISBN 978-3-642-29905-6.
- mit Ingo Leipner: Zum Frühstück gibt's Apps: Der tägliche Kampf mit der Digitalen Ambivalenz. Springer Science Verlag, Heidelberg 2014, ISBN 978-3-662-43401-7 (online).
- mit Ingo Leipner: Die Lüge der digitalen Bildung: Warum unsere Kinder das Lernen verlernen. Redline Verlag, München 2015, ISBN 978-3-86881-568-9 (online).
- Im digitalen Hamsterrad: Ein Plädoyer für den gesunden Umgang mit Smartphone & Co. medhochzwei Verlag, Heidelberg 2016, ISBN 978-3-86216-302-1.
- Verzockte Zukunft: Wie wir das Potenzial der jungen Generation verspielen. Weinheim 2019, ISBN 978-3-407-86557-1.
- mit Nadine Soyez: Digital-Fitness für Führungskräfte: Praxiswissen, Skills und Checklisten für die neue hybride Arbeitswelt. Redline Verlag, München 2021, ISBN 978-3868818451
- mit Christopher Meil: Smartes Marketing mit künstlicher Intelligenz: 50 Fallbeispiele und 100 Tools für die Praxis – konzipieren, optimieren und automatisieren, Redline Verlag, München 2022, ISBN 978-3868818710